# Titus Corlățean
Titus Corlățean (n. 11 ianuarie 1968, Medgidia, Constanța, România) este un jurist și politician român, vicepreședinte al Partidului Social Democrat (PSD). Din 2012 până în 2014 a fost ministrul Afacerilor Externe în guvernele Ponta II și III, după ce anterior fusese ministrul Justiției în guvernul Ponta I.
În august 2025, Corlățean anunțat că urma să candideze la șefia PSD.

## Tinerețe și educație
Corlățean s-a născut pe 11 ianuarie 1968 la Medgidia în Republica Socialistă România. A absolvit Facultatea de Drept a Universității din București în 1994. De asemenea, a obținut un certificat de la Institutul Internațional al Școlii Naționale de Administrație din Paris (1995).

## Cariera politică

### Activitate politică timpurie
Titus Corlățean este unul dintre liderii Partidului Social Democrat al cărui membru a devenit în 2001. La sfârșitul anului 2001, a devenit consilier personal pe probleme de politică externă al premierului social-democrat de atunci, Adrian Năstase. La acea vreme, Corlățean avea experiența a șapte ani în diplomație, dintre care patru în postura de adjunct al ambasadorului român la Strasbourg pe lângă Consiliul Europei. "Deveneam consilierul personal al premierului Adrian Năstase, după patru ani dezastruoși pentru politica externă a României, pe care i-am resimțit în mod direct din postura mea de diplomat la Strasbourg”, își amintește actualul secretar general al PSD, pe site-ul personal. El spune că a acceptat să devină consilierul personal al premierului social-democrat când și-a dat seama că noua guvernare de stânga are o proiecție clară a intereselor statului român și a politicii externe pe care România voia să o aplice. “Din această postură am fost direct implicat în discuțiile diplmatice privind eliminarea vizelor pentru românii care calătoresc în Uniunea Europeană, în negocierile politico-diplomatice pentru aderarea la NATO și la Uniunea Europeană”, spune Titus Corlățean.
Doi ani mai târziu, în 2003, Corlățean a devenit Secretar de stat pentru Românii de Pretutindeni, funcție încheiată odată cu instalarea noului guvern, în decembrie 2004. Între 2004 și 2007 a fost deputat PSD. Din postura de deputat PSD, a inițiat o lege privind sprijinul acordat românilor de pretutindeni, adoptată de Parlament în noiembrie 2007.

### Deputat și ministru (2004–2014)
Ales deputat pe listele PSD din județul Brașov în anul 2004, Corlățean și-a încheiat mandatul în decembrie 2007, după ce a fost ales parlamentar european pe listele social-democraților. În decembrie 2008 a demisionat din Parlamentul European, ca urmare a faptului că a fost ales senator în Colegiul nr. 2 din județul Brașov, format din localitățile: Săcele, Bod, Budila, Hălchiu, Hărman, Prejmer, Sânpetru, Tărlungeni, Teliu, Vama Buzăului, Bran, Cristian, Fundata, Moeciu, Ghimbav, Predeal, Râșnov, Zărnești, Poiana Mărului și Vulcan.

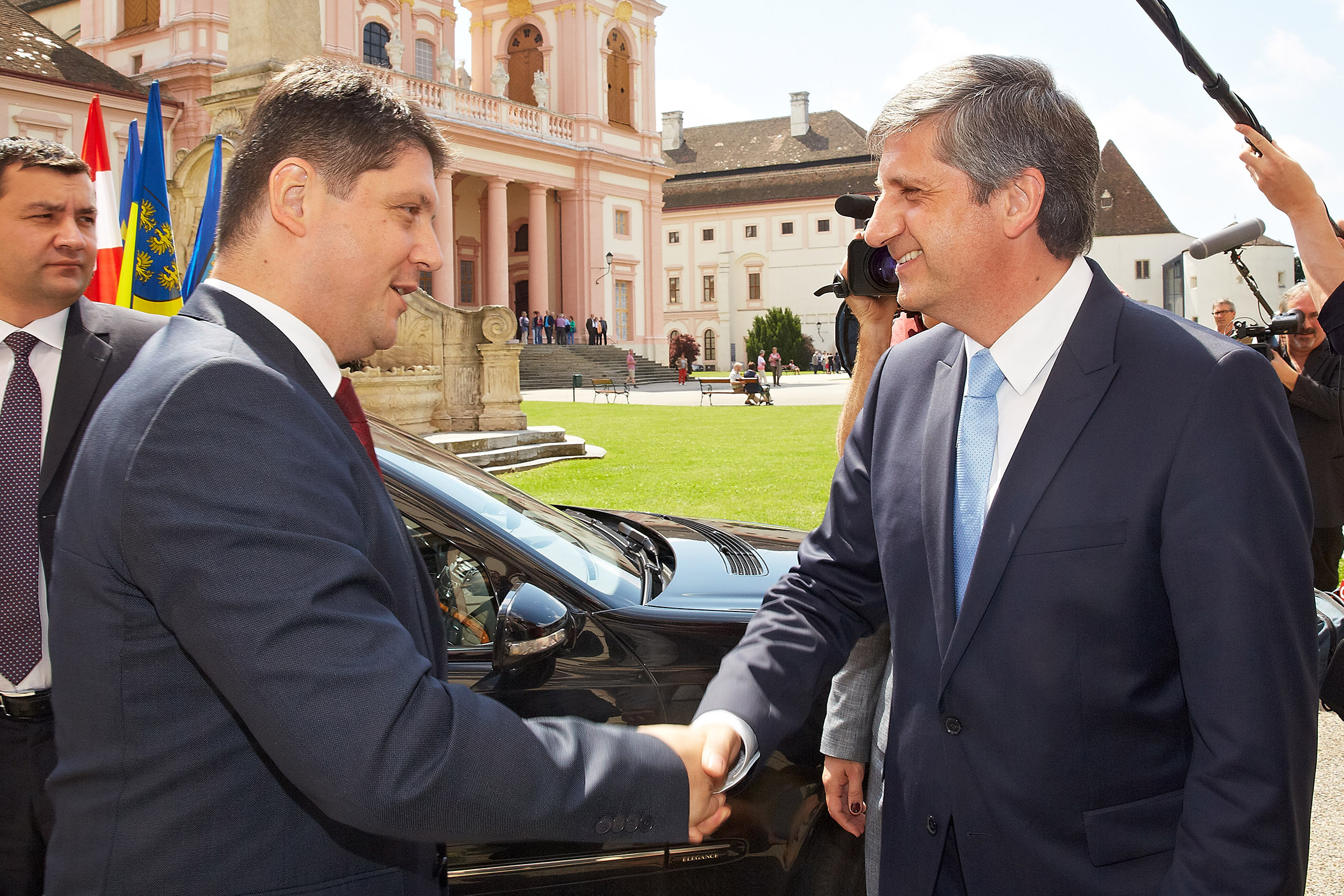
Corlățean cu ministrul austriac de externe, Michael Spindelegger, la Viena, 16 iunie 2013

La alegerile parlamentare din 2012, Corlățean a candidat în Colegiul nr 1 Senat, din Sectorul 1, București, colegiu pe care l-a câștigat.
El a demisionat pe 10 noiembrie 2014 din funcția de ministru de externe în urma primului tur al alegerilor prezidențiale din 2014, în care a fost acuzat că nu a amenajat suficiente secții de votare pentru diaspora românească.
Pe 11 noiembrie 2013, Corlățean, a declarat că subiectul aderării României și a Bulgariei la spațiul Schengen a fost înscris de către președinția lituaniană a UE pe agenda Consiliului JAI din decembrie. România și Bulgaria au aderat la spațiul Schengen la 1 ianuarie 2025.

### Senator (2016–prezent)

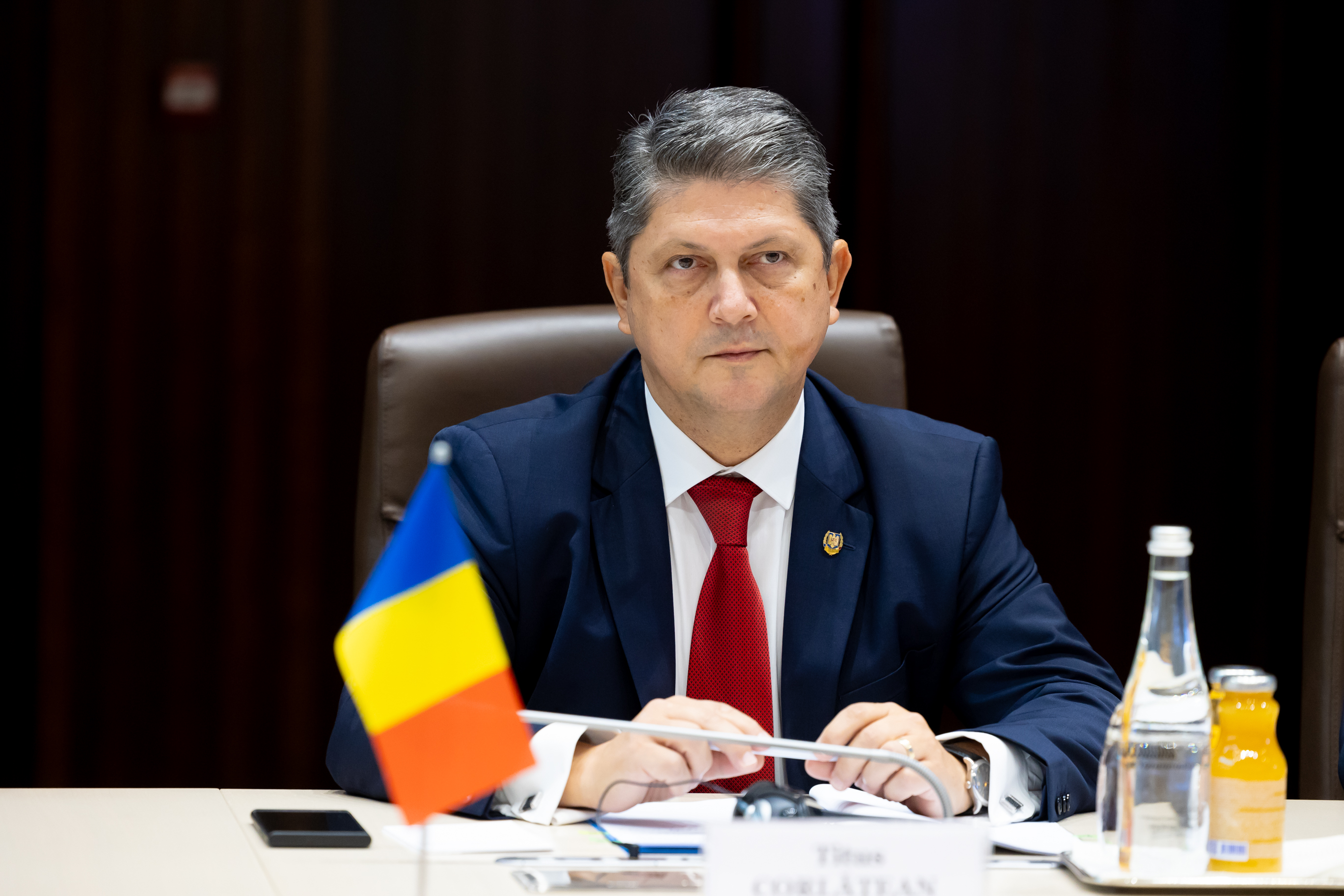
Corlățean în Republica Moldova ca senator, 15 octombrie 2024

Pe 16 septembrie 2016, Corlățean a fost anunțat că va candida pentru nou mandat de senator pe listele din Dambovița. La alegerile parlamentare din 2016, Corlățean a fost ales senator PSD în Circumscripția electorală nr.16 Dâmbovița.
Iar la alegerile parlamentare din decembrie 2020, a fost reales senator în aceeași circumscripție, Dâmbovița. Este președintele Comisiei de Politică Externă a Senatului României din decembrie 2020. Pe 27 ianuarie 2021, Corlățean a fost reales vicepreședinte al Comisiei Adunării Parlamentare a Consiliului Europei pentru alegerea judecătorilor la CEDO. Un an mai târziu, a fost ales președinte al Comitetului.
În mai 2025, Corlățean a criticat decizia Curții Constituționale a României (CCR) de a restricționa accesul public la declarațiile de avere și interese – inclusiv informațiile privind bunurile și veniturile soților – descriind-o drept o amenințare la adresa siguranței naționale și a măsurilor anticorupție. În iunie același an, el a criticat conducerea PSD pentru decizia sa de a-l permite în PSD pe Paul-Ciprian Pintea, printre alți nouă transfugi din Partidul Oamenilor Tineri și S.O.S. România. Pe 10 august, Corlățean a anunțat oficial că urma să candideze la șefia PSD.

## Controverse
În 2016, Corlățean a fost acuzat de către Direcția Națională Anticorupție de abuz în serviciu și împiedicarea exercitării drepturilor electorale pe motiv ca ar fi organizat discreționar, în calitate de ministru de externe, secțiile de votare din străinătate, la alegerile prezidențiale din 2014, aducând astfel foloase necuvenite candidatului PSD, Victor Ponta, în defavoarea candidatului PNL, Klaus Iohannis. Astfel, fostul ministru de externe era acuzat că ar fi limitat accesul la secțiile de votare din străinătate, și că asta ar fi avut drept consecință creșterea procentajului total de voturi favorabile obținute de Victor Ponta.
Pe 15 noiembrie 2018, DNA a dispus soluția de clasare în temeiul art. 16 alin. 1 lit. b) teza I din Codul de procedură penală - “fapta nu este prevazută de legea penală”. DNA a invocat atât Decizia CCR 68/2017, care a stabilit că ancheta declanșată de parchetul anticoruptie împotriva Guvernului privind adoptarea OUG 13/2017 este abuzivă, și că procurorii nu pot cerceta legalitatea și oportunitatea unui act normativ, dar și faptul că Senatul a refuzat să dea aviz pentru urmarirea penală a fostului ministru de externe.